# Empoasca fulvescens
Empoasca fulvescens är en insektsart som beskrevs av Irena Dworakowska och Trolle 1976. Empoasca fulvescens ingår i släktet Empoasca och familjen dvärgstritar.
Artens utbredningsområde är Etiopien. Inga underarter finns listade i Catalogue of Life.